# ديك زيمر
ديك زيمر (بالإنجليزية: Dick Zimmer)‏ (ولد في 1944 – م) هو سياسي، ومحامي، من الولايات المتحدة الأمريكية، ولد في نيوآرك، نيوجيرسي، هو عضوٌ في الحزب الجمهوري.

## مناصب
تولى منصب عضو مجلس النواب الأمريكي، وعضو الجمعية العامة ولاية نيو جيرسي، وعضو مجلس ولاية جيرسي.

## التعليم
تعلم في جامعة ييل، وكلية ييل للحقوق.